# Процес Синявського і Даніеля
Процес Синявського і Даніеля — судовий процес проти письменників А.Д. Синявського і Ю.М. Даніеля. Тривав з осені 1965 по лютий 1966 року. Вів процес голова Верховного Суду РРФСР Л.М. Смирнов.

## Публікації
Оскільки в СРСР художні твори цих письменників не друкувалися, вони переправляли їх на Захід, де ці твори публікувалися під псевдонімами Абрам Терц (Синявський) і Микола Аржак (Даніель). Твори вивозила Елен Пельтьє-Замойська, дочка військово-морського аташе Франції, з якою був знайомий Синявський. Дружина Синявського Марія Розанова пізніше розповідала: «Може бути, сталося це тільки тому, що Андрій Синявський погодився на неї доносити, так, розписався в КДБ, що буде, а потім пішов до неї і все розповів»
Коли КДБ встановив їх авторство, вони були арештовані і віддані під суд.
Існують різні версії того, як КДБ вдалося розкрити псевдоніми Синявського і Даніеля. Зокрема, існують твердження, що їх видав друг Синявського Сергій Хмельницький. Євген Євтушенко стверджував, що Роберт Кеннеді розповів йому («зачинившись у ванні і включивши воду»), що Синявського і Даніеля видало ЦРУ, «щоб відволікти громадську думку від політики США, які продовжували непопулярну війну у В'єтнамі і перекинути увагу громадськості на СРСР, де переслідують дисидентів». На початку 1970-х років Євтушенко розповідав Даніелю, що СРСР заплатив ЦРУ за розкриття псевдонімів кресленнями нового підводного човна. Син Ю. Даніеля Олександр Даніель писав: «Про те, як КДБ дізналося, хто такі Абрам Терц і Микола Аржак, в точності невідомо досі, проте витік інформації, безумовно, відбулася за межами СРСР: Ю. Даніелю на допиті показали правлений його рукою примірник його повісті «Спокута», який міг бути знайдений тільки за кордоном». Нарешті, можливо, що Синявський та Даніель проговорилися про своє авторство яким-небудь знайомим, які їх видали.

## Звинувачення
Письменників звинуватили в написанні та передачі для друкування за кордоном творів, «що ганьблять радянський державний і суспільний лад». Даніель був звинувачений у написанні повістей «Каже Москва [Архівовано 6 березня 2015 у Wayback Machine.]» і «Спокута[недоступне посилання з квітня 2019]» та оповідань «Руки» і «Людина з МінАП [Архівовано 6 березня 2015 у Wayback Machine.]». Синявський був звинувачений у написанні повістей «Суд іде [Архівовано 3 квітня 2016 у Wayback Machine.]» і «Любимов [Архівовано 19 березня 2016 у Wayback Machine.]», статті «Що таке соціалістичний реалізм [Архівовано 10 червня 2007 у Wayback Machine.]», а також у тому, що пересилав за кордон твори Даніеля і брав участь у пересиланні за кордон творів Ремезова, що виходили друком під псевдонімом« А. Іванов».
Синявський та Даніель не визнали себе винними.
Процес детально висвітлювався в «Известиях» і «Литературной газете».

## Вироки
Даніель був засуджений на 5 років таборів за пред'явленою йому статтею 70 КК РРФСР «антирадянська агітація і пропаганда».
Синявський був засуджений до 7 років позбавлення волі у виправно-трудовій колонії суворого режиму за пред'явленою йому статтею 70 КК РРФСР «антирадянська агітація і пропаганда».
Багато письменників вважали процес Даніеля і Синявського протизаконним і протестували проти їх засудження.

## Реакція радянської інтелігенції

### Підтримка та осуд
На підтримку Синявського і Даніеля виступали актор Ігор Кваша, літературознавець В'ячеслав Іванов, критики Ірина Роднянська і Юрій Буртин, поет-перекладач Анатолій Якобсон, мистецтвознавці Юрій Герчук і Ігор Голомшток, художник-реставратор Микола Кішілов, науковий співробітник АН СРСР Вадим Менікер, письменники Лев Копелєв, Лідія Чуковська, Володимир Корнілов, Костянтин Паустовський.
З боку влади головним громадським «викривачем» обвинувачених виступив Михайло Шолохов. До нього багато письменників з різних країн звернулися з надією на його порядність і висловили заклик встати на захист Синявського і Даніеля. Однак він не тільки не послухав заклики, а навпаки, виступив на XXIII з'їзді КПРС і висловив жаль стосовно «занадто м'якого» вироку.

### Листи письменників
Після суду про звільнення Синявського і Даніеля клопотали («лист 62-х»): А.М. Анастасьєв, О.А. Анікст, Л.О. Аннинский, П.Г. Антокольський, Б.А. Ахмадуліна, С.Е. Бабьонишева, В.Д. Берестов, К.П. Богатирьов, З.Б. Богуславська, Ю.Б. Борев, В.М. Войнович, Ю.О. Домбровський, Ю.Я. Дорош, А.В. Жигулін, А.Г. Зак, Л.А. Зоніна, Л.Г. Зорін, Н.М. Зорка, Т.В. Іванова, Л.Р. Кабо, В.О. Каверін, Ц.І. Кін, Л. З. Копелев, В.М. Корнілов, І.Н. Крупник, І.К. Кузнецов, Ю.Д. Левітанський, Л.А. Левицький, С.Л. Лунгін, Л.З. Лунгіна, С.П. Маркіш, В.З. Масс, О.М. Михайлов, Ю.П. Моріц, Ю.М. Нагибін, І.І. Нусинов, В.Ф. Огнєв, Б.Ш. Окуджава, Р.Д. Орлова, Л.С. Осповат, Н.В. Панченко, М.О. Поповський, Л.Ю. Пінський, С.Б. Рассадін, Н.В. Реформатська, В.М. Россельс, Д.С. Самойлов, Б.М. Сарнов, Ф.Г. Свєтов, А.Я. Сергеєв, Р.С. Сеф, Л.І. Славін, І.Н. Соловйова, А.А. Тарковський, А.М. Турков, І.Ю. Тинянова, Г.С. Фіш, К.І. Чуковський, Л.К. Чуковська, В.Т. Шаламов, М.П. Шатров, В.Б. Шкловський, І.Г. Еренбург («Літературна Газета», 19/11, 1966 р.).
У статті-відповіді Секретаріат Союзу Радянських Письменників — К.О. Федін, М.С. Тихонов, К.М. Симонов, В.А. Смирнов, Л.С. Соболєв, С.В. Михалков, О.О. Сурков — висловився проти Синявського і Даніеля.

### Мітинг гласності
5 грудня 1965, в День радянської конституції на Пушкінській площі
відбувся Мітинг гласності на підтримку Даніеля і Синявського. В число учасників входили Олександр Єсенін-Вольпін, Валерій Нікольський, Юрій Титов, Юрій Галансков, Володимир Буковський. Мітингувальники вимагали звільнити Даніеля і Синявського, а також «поважати власну Конституцію». Прямо з площі на допит були відвезені Єсенін-Вольпин, Галансков, А. Шухт та інші. Допит тривав дві години, згодом учасники були відпущені.

## Перегляд справ
17 жовтня 1991 в «Известиях» з'явилося повідомлення про перегляд справ Ульманиса, Тимофєєва-Ресовського і Царапкін, Синявського і Даніеля за відсутністю в їх діях складу злочину. Даніель до цього дня не дожив.

## Значення
Процес розглядають як початок розколу між радянською інтелігенцією та владою, на сучасному етапі розвитку Росії його порівнюють зі справою «Pussy Riot».